# Police Story (série télévisée, 1973)
Pour les articles homonymes, voir Police Story (homonymie).
Police Story est une série télévisée américaine en neuf épisodes de 120 minutes, deux épisodes de 90 minutes et 84 épisodes de 47 minutes, créée par Joseph Wambaugh et diffusée entre le 20 mars 1973 et le 28 mai 1978 sur le réseau NBC.
En France, treize épisodes de la série ont été diffusés à partir du 7 janvier 1976 sur Antenne 2, rediffusés en 1978 et 1980. Et au Québec, des épisodes de 120 minutes ont été diffusés à partir du 14 septembre 1981 à la Télévision de Radio-Canada dans Télé-Sélection.

## Synopsis
Cette série est une anthologie d'histoires tirées des archives de la police américaine. Rares sont les épisodes ayant utilisé plusieurs fois les mêmes personnages.

## Distribution
De nombreux acteurs ont participé à la distribution parmi lesquels : Lloyd Bridges, DeForest Kelley, Angie Dickinson, James Farentino, John Forsythe, Larry Hagman, Don Meredith, Stefanie Powers, Stuart Whitman, Kyle Richards, Sylvester Stallone, etc.

## Épisodes

### Première saison (1973-1974)
1. La Guerre des nerfs (Slow Boy, 120 minutes)
2. Dangerous Games
3. Requiem for an Informer
4. The Ten Year Honeymoon
5. The Violent Homecoming
6. The Ho Chi Minh Trail
7. Collision Course
8. Death on Credit
9. The Big Walk
10. Man on a Rack
11. Line of Fire
12. Chain of Command
13. Countdown: Part 1 / La vengeance
14. Countdown: Part 2 / La vengeance
15. Cop in the Middle
16. The Ripper
17. Country Boy
18. The Hunters / Big John Morrison (90 minutes)
19. Wyatt Earp Syndrome
20. Fingerprint
21. Chief / Le chef (Antenné 2, 18 février 1976)
22. The Gamble (pilote pour la série dérivée Sergent Anderson)

### Deuxième saison (1974-1975)
1. A Dangerous Age
2. Requiem for C.Z. Smith
3. Robbery: 48 Hours
4. Fathers and Sons
5. World Full of Hurt
6. Glamour Boy
7. Across the Line / La filière mexicaine (Antenne 2, 7 janvier 1976)
8. Wolf
9. Love, Mabel
10. Explosion
11. Captain Hook
12. Incident in the Kill Zone
13. Headhunter
14. Year of the Dragon: Part 1
15. Year of the Dragon: Part 2
16. To Steal a Million
17. Sniper
18. The Execution
19. The Man in the Shadows
20. War Games
21. The Witness
22. The Return of Joe Forrester (pilote 90 minutes - série dérivée Joe Forrester)

### Troisième saison (1975-1976)
1. Officer Needs Help
2. The Cutting Edge
3. A Community of Victims
4. Losing Game
5. The Cut Man Caper (120 minutes)
6. Face for a Shadow
7. Test of Brotherhood
8. The Empty Weapon
9. Little Boy Lost
10. Vice: 24 Hours
11. Breaking Point
12. Company Man
13. Spanish Class
14. Odyssey of Death: Part 1
15. Odyssey of Death: Part 2
16. The Other Side of the Fence
17. 50 Cents-First Half Hour, $75 All Day
18. Firebird
19. The Long Ball
20. Eamon Kinsella Royce
21. Officer Dooly
22. Open City

### Quatrième saison (1976-1977)
1. Payment Deferred
2. Bought and Paid For
3. Two Frogs on a Mongoose
4. The Other Side of the Badge
5. Three Days to Thirty
6. Trash Detail, Front and Center
7. Thanksgiving
8. Monster Manor
9. Oxford Gray
10. The Jar: Part 1
11. The Jar: Part 2
12. Trial Board
13. Spitfire
14. Nightmare on a Sunday Morning
15. The Malflores
16. The Blue Fog
17. Hard Rock Brown
18. End of the Line
19. One of Our Cops Is Crazy
20. Ice Time
21. The Six Foot Stretch
22. Prime Rib

### Cinquième saison (1977-1978)
Tous ces épisodes ont une durée de 120 minutes (avec publicités).
1. Trigger Point
2. Stigma
3. River of Promises
4. Day of Terror… Night of Fear
5. The Broken Badge
6. No Margin for Error
7. A Chance to Live (pilote - série dérivée David Cassidy: Man Undercover (en))

### Spéciaux
1. A Cry for Justice (23 mai 1979, 120 minutes)
2. Confessions of a Lady Cop (28 avril 1980, 120 minutes)
3. The Freeway Killings (3 mai 1987, 240 minutes)

## Commentaires
Créée par un ancien policier, Joseph Wambaugh, la série dépeignait de façon très réaliste le travail de la police. Elle connut d'ailleurs un très grand succès aux États-Unis et donna naissance à trois séries dérivées (spin off) : Sergent Anderson avec Angie Dickinson, Joe Forrester, avec Lloyd Bridges ainsi que David Cassidy: Man Undercover (en) avec David Cassidy.